# 日本排球協會
日本排球协会（日语：日本バレーボール協会，简称：JVA）是日本排球的监督组织。它于1927年由关东和关西排球协会的创始人三桥茂雄和多田典夫在神户成立。
1951年成为国际排联的成员，同时其也是亚洲排球联合会的成员。负责组织日本國家男子排球隊和日本國家女子排球隊。

## 沿革
- 1927年：成立大日本排球协会（日语：大日本排球協會）
- 1946年：成立日本排球协会（日语：日本排球協會）
- 1947年：更名为现名（日语：日本バレーボール協会）
- 1951年：加入国际排联（FIBA）
- 2011年：转为公益财团法人

## 历任会长
- 平沼亮三（日语：平沼亮三）（第一任会长）（1928 - 1942年）
- 佐々木道雄（1943 - 1947年）
- 西川政一（日语：西川政一）（1948 - 1976年）
- 伊木正二（日语：伊木正二）（1978 - 1989年）
- 松平康隆（1989 - 1995年）
- 村井勉（日语：村井勉）（1995 - 2003年）
- 立木正夫（日语：立木正夫）（2003 - 2011年）
- 中野泰三郎（日语：中野泰三郎）（2011 - 2013年）
- 羽牟裕一郎（日语：羽牟裕一郎）（2013 - 2015年）
- 木村宪治（2015 - 2017年）
- 嶋冈健治（2017年 - 2022年）
- 川合俊一（日语：川合俊一）（2022年 - ）

## 主要比赛

### 6人制排球
- 天皇杯·皇后杯全日本排球选手权大会（日语：天皇杯・皇后杯全日本バレーボール選手権大会）
- 黒鷲旗全日本排球锦标赛（日语：黒鷲旗全日本男女選抜バレーボール大会）
- 全国六人制排球联赛（日语：全国6人制バレーボールリーグ総合男女優勝大会）
- 全日本高等学校排球选手权大会
- 全日本中学校排球选手权大会

### 9人制排球
- 全日本9人制男子排球锦标赛
- 全日本9人制女子排球锦标赛

### 沙滩排球
日本沙滩排球联合会的主要比赛